# Isole Punuk
Le isole Punuk sono un gruppo di 3 piccole isole nel mare di Bering all'estremità orientale dell'isola di San Lorenzo e appartengono all'Alaska, Stati Uniti.

## Storia
Queste isole sono state registrate sulla mappa con il loro nome Yupik, nel 1849, dal capitano Mihail Teben'kov della Marina imperiale russa. Sono conosciute anche con i nomi Isole Pinik e Isole Poongook.
L'importante sito archeologico Okvik, con significanti reperti della cultura Punuk, è stato scoperto da Otto W. Geist nel 1931. Geist e Ivar Skarland hanno fatto degli scavi nel 1934, che hanno prodotto manufatti in avorio di tricheco fossile, quali punte e manicotti di arpione, molti dei quali sono ora nella collezione dell'Università dell'Alaska. Caratteristici sono i cosiddetti "oggetti alati", costituiti da un corpo centrale raffigurante un volto e due grandi ali ai lati. Sono state prodotte anche statuette zoomorfe e antropomorfe e dei manici decorati chiamati ulu.
Le isole Punuk sono un habitat naturale per trichechi e uccelli marini. Le arvicole delle radici  (Microtus oeconomus) trovate sull'isola appartengono ad una sottospecie endemica (Microtus oeconomus punukensis).